# Brahmas de Fort Worth
Les Brahmas de Fort Worth sont une franchise professionnelle de hockey sur glace en Amérique du Nord qui évolue dans la Ligue centrale de hockey. L'équipe est basée à North Richland Hills, Comté de Tarrant au Texas.

## Historique
La franchise a été créée en 1997 sous le nom des Brahmas de Fort Worth puis change pour les Brahmas du Texas (2007-2012). L'équipe est engagée dans la Ligue centrale de hockey. En 2009, elle remporte la Coupe du Président Ray Miron.
Pour la saison 2012-2013, l'équipe adopte le nom des Brahmas de Fort Worth.

### Saisons en LCH
| Saison    | PJ | V  | D  | N | DP | DTB | BP  | BC  | Pts | Classement                  | Séries éliminatoires                 |
| --------- | -- | -- | -- | - | -- | --- | --- | --- | --- | --------------------------- | ------------------------------------ |
| 2007-2008 | 64 | 40 | 22 | - | 1  | 1   | 205 | 186 | 82  | 3e place, division nord-est | Défaite en finale de conférence nord |
| 2008-2009 | 64 | 42 | 16 | - | 2  | 4   | 223 | 170 | 90  | 1re place, division sud-est | Champion de la Coupe Ray Miron       |
| 2009-2010 | 64 | 32 | 25 | - | 1  | 6   | 187 | 190 | 71  | 4e place, conférence sud    | Défaite en demi-finale de conférence |
| 2010-2011 | 66 | 34 | 27 | - | 2  | 3   | 227 | 228 | 73  | 4e place, conférence Berry  | Défaite en 1re ronde                 |
| 2011-2012 | 66 | 33 | 25 | - | 4  | 4   | 171 | 170 | 74  | 3e place, conférence Berry  | Défaite en 2e ronde                  |